# П'ятий Латеранський собор

Bulla monitorii et declarationis

П'я́тий Латера́нський собо́р — 18-й вселенський собор Римо-католицької церкви. Проходив з 1512 року до 1517 в Латеранському палаці та Базиліці святого Івана в Латерано в Римі.
П'ятий Латеранський собор був скликаний у 1512 році папою Юлієм II, продовжений папою Левом X і завершив свою роботу у 1517 році. Католицька церква почала свою реформу, приймаючи виклик часу, однак прийняття рішень з теологічних питань через різні погляди не відбулося.
Собор заборонив друк недозволених церквою книг та підтвердив конкордат між папою Левом X та королем Франції Франциском I. Французькі завоювання в Італії було признано, церкві Франції надано широку автономію. Не відповівши на виклик Реформації, собор завершив свою роботу, відклавши це питання на 25 років до 19 Тридентського собору (1545—1563).